# Nitrosomonas europaea
Conosciuto anche come Pseudomonas europaea, la Nitrosomonas europaea è un batterio Gram-negativo chimiolitoautotrofo obbligato, capace di ottenere energia dall'ossidazione dell'ammoniaca a nitrito. Vive in terreni pantanosi, acque reflue, superfici di monumenti e fonti d'acqua contaminate da nitrati. Questo microrganismo tollera valori di pH compresi tra 6 e 9, caratterizzandolo come leggermente alcalofilo, e preferisce temperature tra i 20 °C e i 30 °C.
È una specie monoflagellata nella regione polare ma, a differenza di altre specie, questo flagello non gli permette di muoversi.
A causa della grande quantità d'energia necessaria per il mantenimento e del poco rendimento del suo metabolismo chimiolitoautotrofo, la Nitrosomonas europaea ha un ciclo di divisione riproduttiva fino a sette giorni di durata, caratteristica che impedisce il suo agevole studio in laboratorio.
Questa specie ha la capacità di eliminare i derivati dell'ammoniaca nel terreno, trasformandoli in nitriti. Questa caratteristica ha reso la Nitrosomonas europaea una specie d'alto interesse per fini di biorisanamento ambientale e molti studi sono tuttora in corso per quantificare la sua utilità.
Un'altra caratteristica osservata è la produzione di acido nitrico, prodotto che può causare la corrosione di alcuni tipi di pietre e altri tipi di materiale da costruzione. Altri composti organici di certo interesse prodotti da Nitrosomonas europaea sono il benzene, il tricloroetilene e il cloruro di vinile.